# Velocità (atletica leggera)

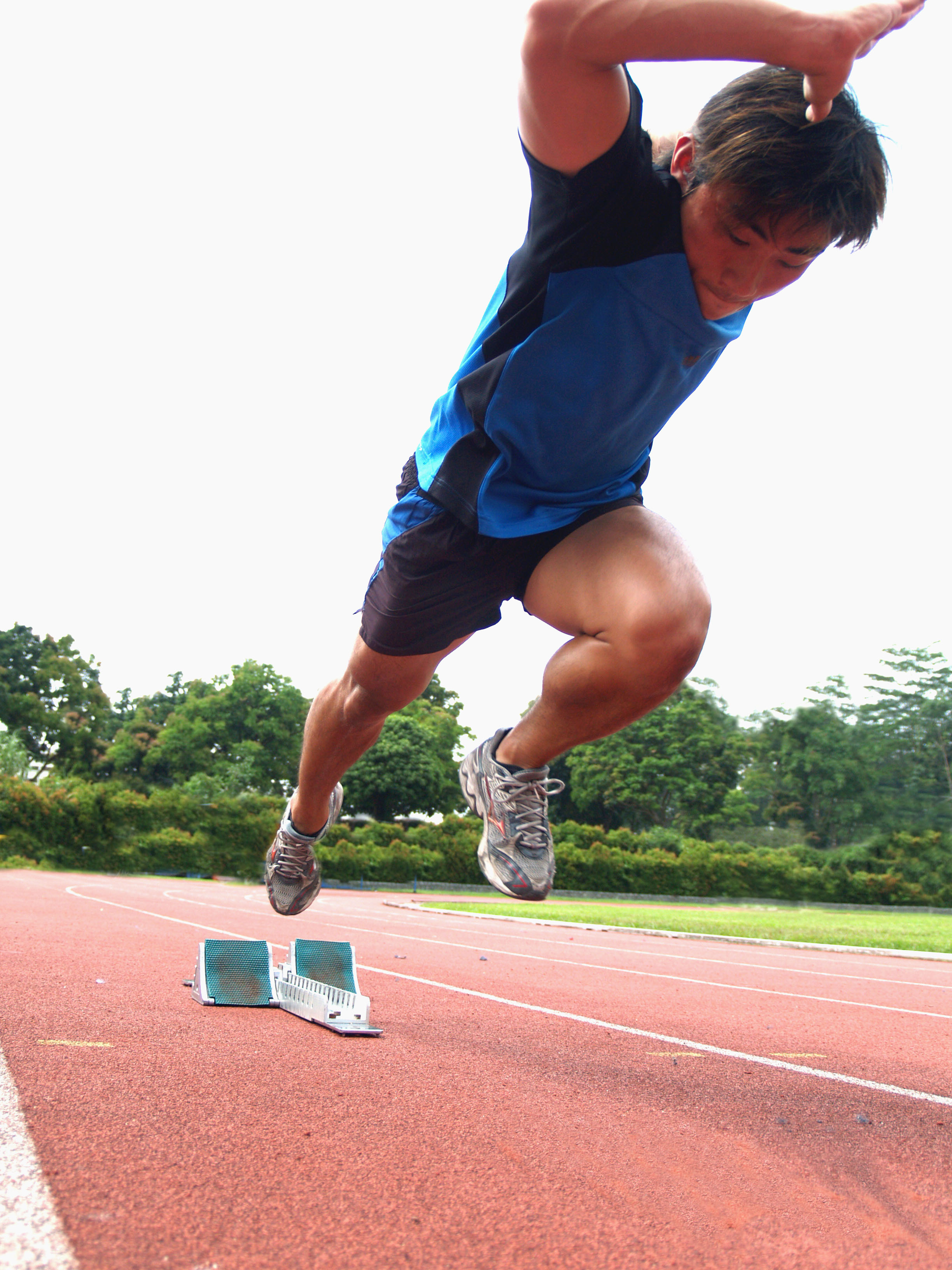
Atleta che parte dai blocchi di partenza

La velocità è un settore delle corse piane dell'atletica leggera le cui distanze arrivano fino ai 400 metri, cioè un giro completo dell'anello di pista.
- Le gare di velocità praticate all'aperto sono: 100, 200 e 400 metri piani.
- Le gare che si disputano al coperto sono: 60, 200 e 400 metri piani.

Più precisamente si definiscono gare di velocità pura i 100 m e i 200 m, di velocità prolungata i 400 m.
Il contributo energetico è stato stimato del 100% anaerobico per quanto riguarda la gara dei 100 m, ovvero 50% anaerobico alattacido e 50% anaerobico lattacido; del 63% anaerobico lattacido, del 30% anaerobico alattacido e del 7% aerobico nei 200 m; e del 63% anaerobico lattacido, 24% aerobico e 13 % anaerobico alattacido relativamente alla gara dei 400 m.
I meccanismi non fisiologici maggiormente sollecitati in queste gare, dunque, sono quelli di tipo anaerobico, cioè potenza anaerobica alattacida, potenza lattacida e capacità lattacida – con importanza percentuale decrescente per quanto riguarda la potenza anaerobica alattacida, e crescente per quanto riguarda la capacità lattacida andando dai 100 m ai 400 m.

## Partenza
La partenza si effettua sempre dai blocchi di partenza.
I concorrenti si devono posizionare dietro i blocchi di partenza, sistemati dagli stessi atleti a seconda delle loro caratteristiche fisiche, aspettando la chiamata del giudice di partenza (starter) che procederà in tre successivi momenti:
1. Ai vostri posti: gli atleti si posizionano sui blocchi; l'atleta, per disporsi correttamente, non dovrà né sovrapporsi né tantomeno superare la linea di partenza con le mani o i piedi. Quest'ultima è inclusa nel percorso di gara mentre quella d'arrivo è esclusa; l'atleta ha in questo momento 5 appoggi: tutt'e due le mani, un ginocchio ed entrambi i piedi.
2. Pronti: gli atleti si sollevano su 4 appoggi (viene sollevato il ginocchio) in posizione di massima tensione ed equilibrio.
3. Colpo di pistola: gli atleti si proiettano correndo il più velocemente possibile verso il traguardo.

Nel caso in cui qualcuno si muova anzitempo lo starter spara un secondo colpo di pistola e l'atleta responsabile della "falsa partenza" (la partenza viene definita falsa allorquando il tempo di reazione allo sparo è inferiore a 100 millisecondi) viene squalificato.
Queste modalità sono uguali in tutte le distanze; ciò che cambia è la posizione dei blocchi. Nei 100 metri sono tutti in linea, mentre nei 200 e 400 sono scalati in maniera tale da garantire la percorrenza della medesima distanza indipendentemente dalla corsia.
Nei 200, l’atleta che corre in prima corsia (la più interna) partirà a metà anello (ovvero nel punto esatto di confluenza tra rettilineo opposto a quello d'arrivo e curva seguente), mentre dalla seconda corsia in poi l'atleta sarà più avanzato rispetto a chi lo precede proprio per compensare il maggior raggio di curva e, dunque, l'altrimenti aumentata distanza dalla linea d'arrivo.

## Problematiche della velocità
Esistono fattori fisiologici decisamente condizionanti (ma non sufficienti) a fare di una persona un velocista. I presupposti per i quali un individuo può correre più velocemente di un altro sono essenzialmente due:
1. qualità intima delle fibre muscolari, ovvero la capacità di contrarsi più o meno velocemente;
2. la capacità di reazione del sistema nervoso.

Bisogna tener conto anche che l'influenza del vento gioca un ruolo fondamentale di disturbo, tanto da diminuire o aumentare la prestazione dell'atleta e creare una seppur minima situazione di imparzialità tra le diverse gare.

## Record mondiali

### Maschili
|       | Tempo     | Atleta            | Luogo          | Data             |
| ----- | --------- | ----------------- | -------------- | ---------------- |
| 60 m  | 6"34 (i)  | Christian Coleman | Albuquerque    | 18 febbraio 2018 |
| 100 m | 9"58      | Usain Bolt        | Berlino        | 16 agosto 2009   |
| 200 m | 19"19     | Usain Bolt        | Berlino        | 20 agosto 2009   |
| 200 m | 19"92 (i) | Frank Fredericks  | Liévin         | 18 febbraio 1996 |
| 400 m | 43"03     | Wayde van Niekerk | Rio de Janeiro | 14 agosto 2016   |
| 400 m | 44"57 (i) | Kerron Clement    | Fayetteville   | 12 marzo 2005    |

### Femminili
|       | Tempo     | Atleta                   | Luogo        | Data              |
| ----- | --------- | ------------------------ | ------------ | ----------------- |
| 60 m  | 6"92 (i)  | Irina Privalova          | Madrid       | 11 febbraio 1993  |
| 60 m  | 6"92 (i)  | Irina Privalova          | Madrid       | 9 febbraio 1995   |
| 100 m | 10"49     | Florence Griffith-Joyner | Indianapolis | 16 luglio 1988    |
| 200 m | 21"34     | Florence Griffith-Joyner | Seul         | 29 settembre 1988 |
| 200 m | 21"87 (i) | Merlene Ottey            | Liévin       | 13 febbraio 1993  |
| 400 m | 47"60     | Marita Koch              | Canberra     | 6 ottobre 1985    |
| 400 m | 49"59 (i) | Jarmila Kratochvílová    | Milano       | 7 marzo 1982      |